# Miss Universo 2016
O Miss Universo 2016 foi a 65.ª edição do concurso Miss Universo, realizada em 30 de janeiro de 2017 na Mall of Asia Arena, em Pasay, região metropolitana de Manila, Filipinas.  Ao final do evento, Pia Wurtzbach, Miss Universo 2015 das Filipinas, coroou a francesa Iris Mittenaere como sua sucessora. O concurso foi novamente transmitido pela FOX e apresentado por Steve Harvey, mesmo após o incidente de anúncio equivocado da vencedora ocorrido na edição de 2015. 
A vitória da França encerrou um hiato de 63 anos sem títulos para o país, um dos mais longos da história do Miss Universo. Adicionalmente, Mittenaere tornou-se a primeira representante europeia a ser coroada em 26 anos, desde Mona Grudt, da Noruega, em 1990.
Esta foi a segunda vez que a final do concurso ocorreu fora do ano de sua denominação, situação anteriormente verificada no Miss Universo 2014, realizado em janeiro de 2015. Foi também a terceira edição sediada nas Filipinas – as anteriores ocorreram em Pasay, em 1974 e 1994.

## Cidade-sede

### Belize
Nove dias depois da controversa coroação de Pia Wurtzbach, o diretor de conteúdo da Organização Miss Universo, Mark Shapiro. Revelou ao jornalista Jim Rome em seu programa de rádio The Jim Rome Show, que Steve Harvey retornaria como apresentador da edição de 2016. Nesta entrevista ele também revelou que o concurso de 2016 já tinha um país sede definido, o pequeno Belize, localizado na América Central.
Logo após o anúncio, o Ministério do Turismo do país caribenho, em sua conta no Twitter, postou que o comediante já estava convidado para o próximo concurso que aconteceria no país. Porém, Belize não participava do Miss Universo desde 2007. Casos semelhantes aconteceram em 1988, quando, após 24 anos de hiato, Taiwan retornou ao concurso e, em 2008, quando após 3 anos de ausência, o Vietnã retornou ao concurso, tendo o balneário de Nha Trang como sede. Caso as negociações avançassem, esta seria a quarta vez que o concurso seria realizado na América Central - as ocasiões anteriores foram em 1975 em El Salvador, 1986 e 2003 no Panamá.

### Las Vegas
Em 1 de junho de 2016, o colunista Robin Leach em sua coluna no jornal Las Vegas Sun, revelou que entrevistou alguns dias antes do Miss USA 2016, Paula Shugart, a presidente da Organização Miss Universo, que revelou as conversas entre a Organização, a agência William Morris Endeavor International Management Group e a prefeitura da cidade de Las Vegas. O objetivo era para que o concurso fizesse uma residência de três anos na cidade, junto ao Miss EUA, e as negociações estariam avançando muito bem.
Las Vegas já havia sediado o concurso cinco vezes. Shugart também confirmou que Steve Harvey retornaria como apresentador e teria uma co-apresentadora juntamente com ele. Além disso, o mês do concurso foi também confirmado para dezembro.

### Filipinas
Acompanhando Pia em sua primeira viagem oficial às Filipinas, Paula Shugart, presidente da MUO, falou para a rede de TV ABS-CBN no final de janeiro de 2016, que gostaria muito que o país fosse futuramente sede do concurso. “Durante anos eu mantive negociações concretas para que o concurso retornasse às Filipinas e agora com a vitória de Pia, o mundo está focado no país. É uma grande oportunidade e penso que seria o ano certo", disse ela.
Em meados de abril, durante o seu retorno ao país para coroar sua sucessora como Miss Filipinas, Pia voltou a falar sobre o assunto: "estou em campanha por isso e gostaria muito de coroar minha sucessora em casa, mas precisamos da ajuda do governo, de patrocinadores e que as pessoas se envolvam e nos ajudem."
Por outro lado, Glória Diaz, que foi a primeira filipina a ser coroada como Miss Universo em 1969, mostrou-se contra a ideia: "há coisas mais importantes no país que precisam de atenção".
Em 15 de julho de 2016, foi anunciado que o presidente Rodrigo Duterte, aprovou a realização do concurso no país, alegando que a realização do concurso no país seria "uma jogada de marketing" para o turismo no país. A informação foi comprovada por Wanda Corazón Teo, secretária filipina do Turismo, aproveitando a segunda visita de Pia ao país. Os custos estimados do concurso foram entre US$ 10 milhões e US$ 12 milhões, sendo bancados em grande maioria pela iniciativa privada. Dentre os eventos planejados, haviam visitas a Boracay, El Nido e Cebu.O período previsto para o concurso foi a última semana de janeiro de 2017, mas as autoridades locais queriam realizar o concurso em maio, já que a data prevista coincidiriam com as comemorações do Ano Novo Chinês, das festas do Menino Jesus e a temporada de tufões já teria terminado. A provável sede do concurso seria o Smart Araneta Coliseum, na Cidade de Quezon.
Três dias depois, já em Makati City, Pia prestou uma visita de cortesia ao presidente Duterte, que anunciou que o comprometimento do país em realizar o evento. O presidente filipino afirmou que a iniciativa privada iria bancar a realização do evento. Duterte no começo estava aberto a ideia, mas estava receoso em relação ao evento, pois,em estava em duvidas em relação ao financiamento do mesmo. Reportagens posteriores confirmaram esse rumor. Acompanhando Pia estavam Paula Shugart, presidente da Organização Miss Universo; Shawn McClain, Vice Presidente de Negócios do Miss Universo; Esther Swan, Diretora de Talentos do Miss Universo; além de vários membros do ‎Binibining Pilipinas (Miss Filipinas) e do empresário de Pia, Jonas Gaffud.
Dez dias depois, o esperado anúncio oficial de que o concurso ira ser no país foi feito, o que causou novamente alguma polêmica, já que pela segunda vez na história, tecnicamente, o Miss Universo irá "pular" um ano, a primeira vez foi dois antes em 2014. Apesar disso, a vencedora será a Miss Universo 2016, pois abrangeu as candidatas nacionais eleitas em 2016 (e como valia para o ano em questão), obedecidos os prazos estabelecidos pela Miss Universe Organization.O Miss Universo 2017,será realizado em Las Vegas no dia 26 de novembro do mesmo ano. Durante o anúncio Paula Shugart falou que a Organização já tinha considerado outros países, mas, que a prioridade realmente eram as Filipinas.
Em 8 de outubro de 2016,o site Business Mirror, reportou que Ari Emanuel, irmão do prefeito de Chicago e antigo chefe de gabinete de Barack Obama, Rahm Emanuel, ambos judeus, se sentiram ofendidos em relação aos comentários anti-semitas do presidente Duterte, comparando a sua guerra pessoal contra o tráfico de drogas, ao Holocausto, o que causou inúmeros constrangimentos as relações entre Estados Unidos e ao país. Segundo o site the National Inquire, o contrato ainda não tinha sido assinado porque o país enfrenta instabilidade política, as ameaças realizadas pelo Estado Islâmico e principalmente pelo fato de que o país ainda tinha pago os US$ 12 milhões necessários para a realização do concurso.Além disso, Inés Ligron, antiga franqueada do concurso no Japão e ex-gerente da IMG,na Ásia, postou em sua página pessoal no Facebook que o concurso não seria mais realizado nas Filipinas, o que causou uma serie de xingamentos vindos de fãs filipinos e acusações de que ela estava mentindo. Após essa overdose de rumores a Organização local, foi forçada a realizar  uma entrevista coletiva para revelar alguns planos para o concurso.
Em 3 de Novembro de 2016, a Organização Miss Universo, por meio de um vídeo de Pia Wurtzbach, Miss Universo 2015, no canal oficial do evento, foram anunciados oficialmente a data e o local do concurso.

## Concurso

### Local
A Mall of Asia Arena em Pasay, o Araneta Coliseum na Cidade Quezon,o Ynares Center em Antipolo,o Expo Pilipino em Pampanga e a gigantesca Philippine Arena em Bulacan estavam sendo consideradas como sedes dos eventos principais do concurso.
A ministra de Turismo das Filipinas, Wanda Corazon Teo disse em 29 de agosto de 2016,que a primeira opção era a Philipine Arena,entretanto,a Organização Miss Universo,preferiu a Mall of Asia Arena,por questões de segurança.
O Presidente Rodrigo Duterte,também pediu que eventos fossem realizados em Boracay, Cagayan de Oro, Cebu, Davao, Palawan, e Vigan.
Os ensaios fotográficos de trajes de banhos foram realizados na província de Cebu, enquanto os ensaios como os trajes típicos foram realizados em Vignan.Boracay e Palawan que constavam da lista primária de locais foram removidos devido a questões de logística. A cidade de Baguio irá ser sede de eventos paralelos.
Os fundos para financiar o evento vieram  majoritariamente da iniciativa privada. Entre os patrocinadores estão o executivo Henry Sy e o bilionário japonês Kazuo Okada, que construiu um complexo de alto luxo na cidade. O Hotel Okada Manila,que serviu como residência das Misses durante a sua estadia em Manila.
Um grupo de investidores liderados pelo governador da província de Ilocos Sur, Chavit Singson,também deu um aporte financeiro,juntamente com as Philippine Airlines, o SM Group e a Solar Entertainment, tal como Okada.

### Segurança
A data limite para a chegada das candidatas foi dia 13 de janeiro de 2017, tal como acordado entre o governo das Filipinas e a Organização Miss Universo, a segurança das candidatas foi feita pelo Exército das Filipinas.

### Agenda
- 7-13 de janeiro: Chegada das candidatas nas Filipinas.[29]
- 14 de janeiro: Primeira sessão de fotos em Boracay.
- 15 de janeiro: Segunda sessão de fotos em Vigan, provincia de Ilocos do Sul. Desfile com trajes típicos filipinos.
- 16 de janeiro: Primeiro encontro de todas candidatas no SMX Convention Center com o governador de Ilocos do Sul.
- 17 de janeiro: Competição de Traje de Banho em Cebu.
- 18 de janeiro: Terceira sessão de fotos em Baguio.
- 19 de janeiro: As candidatas serão divididas em três grupos que visitarão as províncias de Davao, Iloilo e Batangas; aonde serão realizadas novas sessões fotográficas.
- 20 de janeiro: Jantar organizador pelo Grupo Solar. Desfile de moda no SMX Convention Center. Evento no Okada Manila.
- 23 de janeiro: Leilão de objetos nacionais no Palácio de Malacañán, residência oficial do presidente das Filipinas.
- 24 de janeiro: Competição dos Trajes Típicos e Gravação da Abertura do Concurso.
- 25 a 27 de janeiro: Ensaios da Final Televisionada.
- 26 de janeiro: Preliminar - Desfiles em traje de banho e em traje de gala.
- 27 e 28 de janeiro: Entrevistas Preliminares.
- 29 de janeiro: Final televisionada.
- 31 de janeiro: Retorno das candidatas aos países de origem, exceto da nova Miss Universo que irá direto para Nova Iorque.

### Apresentadores
O apresentador Steve Harvey, assinou logo após o Miss Universo 2015, um contrato de 5 anos como apresentador do concurso. O polêmico Presidente das Filipinas Rodrigo Duterte que se sentiu constrangido com o erro de Harvey ao anunciar a vencedora do ano anterior e demonstrou descontentamento com a escolha de Harvey. Em resposta a isso, a chefe do Departamento de Turismo das Filipinas, Wanda Teo, propôs que Harvey teria uma co-apresentadora filipina para apartar as tensões entre os dois.Um dos nomes cogitados foi o da top model Joey Mead King Em 3 de novembro de 2016, Harvey foi confirmado como apresentador.
A modelo Ashley Graham foi como comentarista, apresentadora do backstage e em alguns momentos foi co-apresentadora do concurso.

### Novas regras
Em 12 de outubro, a Organização Miss Universo mediante um comunicado aos franqueados nacionais revelou que a 65ª edição seria realizada em janeiro de 2017. Ao mesmo tempo que seriam realizados dois concursos em 2017, já que não haveria mais tempo hábil para a realização do concurso em 2016, a Organização Miss Universo e a IMG anunciaram uma nova regra a que todos os países participantes terão que se ajustar, e em nenhum caso, poderão existir ao mesmo tempo duas rainhas nacionais. Se isso acontecer, uma delas será eliminada automaticamente do Miss Universo do ano seguinte.
Esta foi a primeira edição na história do concurso em que o júri da final foi composto por uma maioria de mulheres.Dentre os 6 jurados,5 eram mulheres e 3 foram coroadas Miss Universo anteriormente (Sushmita Sen,Leila Umenyiora e Dayanara Torres).
Esta foi na primeira edição que o primeiro corte teve 13 candidatas,sendo 12 escolhidas pelos jurados nas preliminares e 1 escolhida por meio de voto popular na internet.

## Forma de disputa

### Final
A grande final começou às 8 horas da manhã do dia 30 de janeiro locais, sendo 19 horas do dia anterior em Nova Iorque (sede do Miss Universo). A final foi novamente comandada por Steve Harvey, juntamente com a modelo Ashley Graham, que foi co-apresentadora e cobriu os bastidores.
As 13 semifinalistas foram conhecidas ao vivo, durante o segundo, terceiro e quarto blocos do show, sendo que 12 foram escolhidas pelo jurado especializado de acordo com o desempenho das participantes nas três áreas de competição e uma foi salva da eliminação pelo voto popular por meio de um aplicativo na qual lhe rendeu mais de 100 milhões de votos.
Estas 13 semifinalistas tiveram as suas notas anuladas e foram avaliadas pelo novo júri selecionado e pelo público que podia votar para salvar apenas 1 candidata para a fase seguinte
- As 13 Semifinalistas competiram em traje de banho, aonde 4 foram eliminadas.
- As 9 classificadas, agora irão para uma nova disputa, a competição do traje de gala, onde mais 3 foram eliminadas.
- O agora Top 6, se submeterá as perguntas temáticas e mais 3 serão eliminadas.
- As 3 agora finalistas participaram da "Pergunta Final" e do "Final Look", estas 3 foram novamente avaliadas pelo júri através da impressão deixada ao longo da competição e foram lançadas as notas finais e as sua posições foram definitivas.

### Preliminar
No dia 20 de novembro, todas as candidatas competiram em trajes de gala (escolhidos pessoalmente por cada uma delas e concebidos pelos estilistas designados pelas coordenações nacionais) e em trajes de banho (também escolhidos por elas mesmas) durante a competição preliminar (chamado pela Organização de Presentation Show). Dois dias antes, elas haviam sido entrevistadas individualmente (e de forma reservada) por cada um dos jurados preliminares. Nessa etapa foram definidas parte das dezesseis semifinalistas.

#### Jurados
- Cynthia Bailey – Atriz, modelo, e participante do reality show The Real Housewives [33]
- Mickey Boardman – Diretor executivo da Paper Magazine[33]
- Francine LeFrak – Ativista Social .[33]
- Dayanara Torres – Miss Universo 1993 de Porto Rico[33][34]
- Riyo Mori - Miss Universo 2007 do Japão

## Resultados
| Colocação               | Candidata                                                | País/Território                    |
| ----------------------- | -------------------------------------------------------- | ---------------------------------- |
| Miss Universo 2016      | Iris Mittenaere                                          | França                             |
| 2.ª colocada            | Raquel Pélissier                                         | Haiti                              |
| 3.ª colocada            | Andrea Tovar                                             | Colômbia                           |
| (TOP 06) Finalistas     | Chalita Suansane § Mary Esther Were Maxine Medina        | Tailândia · Quênia · Filipinas     |
| (TOP 09) Semifinalistas | Kristal Silva Deshauna Barber Siera Bearchell            | México · Estados Unidos · Canadá   |
| (TOP 13) Semifinalistas | Raissa Santana Keity Drennan Valeria Piazza Kezia Warouw | Brasil · Panamá · Peru · Indonésia |
| Premiações especiais    |                                                          |                                    |
| Miss Simpatia           | Jenny Kim                                                | Coreia do Sul                      |
| Miss Fotogenia          | Lindita Idrizi                                           | Albânia                            |
| Melhor Traje Típico     | Hten Hten Htun                                           | Myanmar                            |

§ Votada pelo público de todo o mundo para entrar no Top 13.

## Candidatas
86 candidatas competiram pelo título. A vencedora do concurso está em negrito.
| País/Território          | Candidata                  | Idade | Cidade natal            |
| ------------------------ | -------------------------- | ----- | ----------------------- |
| África do Sul            | Ntandoyenkosi Kunene       | 23    | Mpumalanga              |
| Albânia                  | Linda Idrizi               | 19    | Elbasani                |
| Alemanha                 | Johanna Acs                | 24    | Eschweiler              |
| Angola                   | Luísa Baptista             | 20    | Luanda                  |
| Argentina                | Estefanía Bernal           | 20    | Buenos Aires            |
| Aruba                    | Charlene Leslie            | 23    | Oranjestad              |
| Austrália                | Caris Tiivel               | 23    | Perth                   |
| Áustria                  | Dajana Dzinic              | 21    | Wels                    |
| Bahamas                  | Cherell Williamson         | 24    | Nassau                  |
| Barbados                 | Shannon Harris             | 21    | Christ Church           |
| Bélgica                  | Stephanie Geldhof          | 19    | Bruxelas                |
| Belize                   | Rebecca Rath               | 23    | Dangriga                |
| Bolívia                  | Antonella Moscatelli       | 20    | Santa Cruz de la Sierra |
| Brasil                   | Raissa Santana             | 21    | Umuarama                |
| Bulgária                 | Violina Ancheva            | 21    | Sófia                   |
| Canadá                   | Siera Bearchell            | 23    | Moose Jaw               |
| Cazaquistão              | Darina Kulsitova           | 19    | Semey                   |
| Chile                    | Catalina Cáceres           | 25    | Huechuraba              |
| China                    | Joyce Li                   | 24    | Xangai                  |
| Colômbia                 | Jealisse Andrea Tovar      | 22    | Quibdó                  |
| Coreia do Sul            | Jenny Kim                  | 22    | Seul                    |
| Costa Rica               | Carolina Rodríguez         | 27    | Naranjo                 |
| Croácia                  | Barbara Filipović          | 18    | Zagreb                  |
| Curaçau                  | Chanelle De Lau            | 21    | Willemstad              |
| Dinamarca                | Christina Mikkelsen        | 24    | Copenhague              |
| Equador                  | Connie Jiménez             | 21    | Ventanas                |
| Eslovênia                | Lucija Potočnik            | 24    | Mislinja                |
| Espanha                  | Noelia Freire Benito       | 24    | Ciudad Real             |
| Estados Unidos           | Deshauna Barber            | 27    | Washington D.C.         |
| Finlândia                | Shirly Karvinen            | 23    | Helsinque               |
| França                   | Iris Mittenaere            | 22    | Lille                   |
| Filipinas                | Maxine Medina              | 25    | Cidade Quezon           |
| Geórgia                  | Nuka Karalashvili          | 25    | Tbilisi                 |
| Grã-Bretanha             | Jaime-Lee Faulkner         | 27    | South Yorkshire         |
| Guam                     | Muñeka Joy Cruz Taisipic   | 18    | Hagåtña                 |
| Guatemala                | Virginia Argueta           | 21    | Jalpatagua              |
| Guiana                   | Soyini Fraser              | 26    | Georgetown              |
| Haiti                    | Raquel Pélissier           | 25    | Porto Príncipe          |
| Honduras                 | Sirey Morán Castro         | 24    | Yoro                    |
| Hungria                  | Veronika Bodizs            | 24    | Budapeste               |
| Ilhas Caimã              | Monyque Brooks             | 23    | West Bay                |
| Ilhas Virgens Americanas | Carolyn Carter             | 26    | Christiansted           |
| Ilhas Virgens Britânicas | Erika Creque               | 21    | Tortola                 |
| Índia                    | Roshmitha Harimurthy       | 21    | Bangalore               |
| Indonésia                | Kezia Roslin Cikita Warouw | 25    | Manado                  |
| Islândia                 | Hildur Maria Leifsdóttir   | 23    | Kópavogur               |
| Israel                   | Yam Kaspers Anshel         | 18    | Herzliya                |
| Itália                   | Sofia Sergio               | 24    | Nápoles                 |
| Jamaica                  | Isabel Dalley              | 19    | Kingston                |
| Japão                    | Sari Nakazawa              | 22    | Shiga                   |
| Kosovo                   | Camila Barraza             | 21    | Pristina                |
| Malásia                  | Kiran Jassal               | 20    | Subang Jaya             |
| Malta                    | Martha Fenech              | 26    | St. Julian's            |
| Ilhas Maurícias          | Kushboo Ramnawaj           | 26    | Rivière Du Poste        |
| México                   | Kristal Silva              | 24    | Ciudad Victoria         |
| Myanmar                  | Hten Hten Htun             | 23    | Rangum                  |
| Namíbia                  | Lizelle Esterhuizen        | 20    | Windhoek                |
| Nicarágua                | Marina Jacoby              | 20    | Matagalpa               |
| Nigéria                  | Unoaku Anyadike            | 22    | Lagos                   |
| Noruega                  | Christina Waage            | 21    | Oslo                    |
| Nova Zelândia            | Tania Dawson               | 23    | Auckland                |
| Panamá                   | Keity Drennan              | 25    | Cidade do Panamá        |
| Paraguai                 | Andrea Melgarejo           | 22    | Assunção                |
| Países Baixos            | Zoey Ivory                 | 23    | Almere                  |
| Peru                     | Valeria Piazza             | 26    | Lima                    |
| Polónia                  | Izabella Krzan             | 21    | Olsztyn                 |
| Porto Rico               | Brenda Jiménez             | 21    | Aguadilla               |
| Portugal                 | Flávia Brito               | 23    | Ilha da Madeira         |
| Quênia                   | Mary Esther Were           | 27    | Nairobi                 |
| Chéquia                  | Andrea Bezděková           | 21    | Náchod                  |
| República Dominicana     | Sal Garcías                | 22    | Maimón                  |
| República Eslovaca       | Zuzana Kollárová           | 24    | Bratislava              |
| Roménia                  | Teodora Dan                | 27    | Craiova                 |
| Rússia                   | Yuliana Korolkova          | 21    | Moscou                  |
| Serra Leoa               | Hawa Kamara                | 25    | Freetown                |
| Singapura                | Cheryl Chou                | 20    | Cidade de Singapura     |
| Sri Lanka                | Jayathi de Silva           | 26    | Colombo                 |
| Suécia                   | Ida Ovmar                  | 20    | Jokkmokk                |
| Suíça                    | Dijana Cvijetić            | 22    | Gossau                  |
| Tailândia                | Chalita Suansane           | 21    | Samut Prakan            |
| Tanzânia                 | Jihan Dimachk              | 20    | Dar es Salaam           |
| Turquia                  | Tansu Sila Çakir           | 21    | Istambul                |
| Ucrânia                  | Alena Spoodynyuk           | 18    | Kiev                    |
| Uruguai                  | Magdalena Cohendet         | 19    | Artigas                 |
| Venezuela                | Mariam Habach              | 20    | El Tocuyo               |
| Vietname                 | Đặng Thị Lệ Hằng           | 23    | Da Nang                 |

### Estreante
- Serra Leoa

### Retornos
| Competiu pela ultima vez em Bayamón 2001: - Malta Competiram pela ultima vez em Cidade do México 2007: - Barbados - Belize Competiu pela ultima vez em Nassau 2009: - Islândia Competiu pela ultima vez em São Paulo 2011: - Ilhas Virgens Americanas Competiu pela ultima vez em Moscou 2013: - Namíbia - Roménia Competiram pela ultima vez em Doral 2014: - Guam - Eslovênia - Sri Lanka - Suíça |

### Desistências
- El Salvador, Grécia e  Irlanda: O concurso nacional não foi realizado e nem a candidata indicada.
- Gabão: O Miss Gabão foi cancelado por causa do momento politicamente conturbado que o país enfrenta.
- Gana: O concurso local foi cancelado após,o franqueado local decidir por não renovar o contrato.[56]
- Líbano: O concurso nacional não foi realizado e nem a candidata indicada,devido a mudança do franqueado local.
- Montenegro e  Sérvia: Inicialmente confirmadas no site oficial,as candidatas foram removidas dele posteriormente por motivos desconhecidos.O franqueado de ambos países é o mesmo.

### Nomeações
- Panamá - Keity Drennan foi nomeada Miss Panamá 2016, uma pequena cerimônia organizada pelo Justine Pasek e Cesar Anel Rodríguez, os directores nacionais de Miss Panamá concurso depois que eles foram nomeados os novos franqueados para Miss Universo, no Panamá. Anteriormente Medcom Corporation sob a direção de Marisela Moreno realizada a franquia para o Miss Universo, no Panamá.
- Ilhas Virgens Americanas - Carolyn Carter foi escolhida Miss Universo Ilhas Virgens dos EUA 2016 por Tom Juventude, director nacional do Miss Universo Ilhas Virgens Americanas concurso.
- Vietname - Dang Thi Le Pendure foi nomeada Miss Universo Vietnã 2016 por Tony Nguyen Quoc Toan, director nacional do Miss Universo Vietnã. Dang foi o 2º vice-campeão no Miss Universo 2015 Vietnã concurso.
- Bélgica- Stephanie Geldhof foi indicada para competir no Miss Universo 2016 por Darline Devos, a diretora nacional do Miss Bélgica, como substituta para Lenty Frans, Miss Bélgica 2016,que irá competir no Miss Mundo 2016,Frans não poderá competir no Miss Universo,devido ao choque de datas.
- Ilhas Maurícias - Kushboo Ramnawaj foi escolhida para representar Maurícia no Miss Universo 2016 pela Nevin Rupear o director nacional da Organização Mauritius Estrella depois que ele foi nomeado o novo titular franquia de Miss Universo nas Maurícias. Ramnawaj substitui Danika Atchia, senhorita Mauritius 2015 que coroada pelo titular da franquia anterior Primerose Obeegadoo e teria representado Mauritius no Miss Universo 2016 o contrário. Ramnawaj aparentemente foi coroada Miss Maurícias 2014 e deveria competir em 2015 Miss Universo concurso, mas foi substituído por causa de um desentendimento com o anterior detentor da franquia.

### Renúncias
- Bolívia - Paula Schneider renunciou ao título nacional por razões pessoais, portanto, perdeu o direto que tinha de representar o país no Miss Universo 2016. Paula já havia participado do Rainha Hispano-Americana, em 2015, mas não obteve classificação. Sua sucessora foi escolhida entre junho e agosto de 2016.[57]

### Substituições
- Porto Rico - Kristhielee Caride foi destituída de seu título nacional e com isso perdeu o direito de representar seu país no Miss Universo 2016. A nova representante de Porto Rico é Brenda Jiménez, que foi a segunda colocada no concurso nacional.[58]
- Coreia do Sul - Min-ji Lee, Miss Coreia do Sul 2015 foi eliminada do concurso após a empresa Hanju E & M, perder a franquia do Miss Universo na Coreia para Park Jeong-ah, que selecionou a nova Miss Coreia do Sul em outubro. Coincidentemente Park Jeong-ah também é o franqueado local do Miss Mundo.

### Histórico
Candidatas que já participaram de outros concursos de beleza:
| Miss Mundo - 2008: Malta: Martha Fenech - (Representando Malta em Joanesburgo, na África do Sul) - 2010: Ilhas Virgens Americanas: Carolyn Carter - (Representando as Ilhas Virgens Americanas em Sanya, na China) - 2015: Georgia: Nuka Karalashvili - (Representando a Georgia em Sanya, na China) - 2016: África do Sul: Ntandoyenkosi Kunene - (Representando a África do Sul em Washington, D.C., nos Estados Unidos) - 2016: Ilhas Cayman: Monyque Brooks - (Representando as Ilhas Cayman em Washington, D.C., nos Estados Unidos) Miss Internacional - 2010: Alemanha: Johanna Acs (Top 15) - (Representando a Alemanha em Chengdu, na China) - 2011: Panamá: Keity Mendieta (5°. Lugar) - (Representando a Panamá em Chengdu, na China) Miss Terra - 2010: Guiana: Soyini Fraser - (Representando a Guiana em Nha Trang, no Vietnã) - 2012: Ilhas Virgens Americanas: Carolyn Carter - (Representando a Ilhas Virgens Americanas em Muntinlupa, nas Filipinas ) - 2013: México: Cristal Silva (Top 8) - (Representando a México em Muntinlupa, nas Filipinas ) - 2015: Paraguai: Andrea Melgarejo - (Representando a Paraguai em Viena, Austria) Miss Supranational - 2011: Ilhas Virgens Americanas: Carolyn Carter - 2014: Suécia: Ida Ovmar (Top 20) - 2015: Canadá: Siera Bearchell (2°. Lugar) - 2015: Alemanha: Johanna Acs Miss Intercontinental - 2014: Honduras: Sirey Moran Miss Grand International - 2014: Alemanha: Johanna Acs - (Representando a Alemanha em Bancoque, na Tailândia) - 2015: Guiana: Soyini Fraser - (Representando a Guiana em Bancoque, na Tailândia) Miss Scuba International - 2013: Grã-Bretanha: Jaime-Lee Faulkner (Vencedora) Miss Teenager International - 2011: Nicarágua: Marina Jacoby (5°. Lugar) Miss West Africa International - 2013: Serra Leoa: Hawa Kamara (Vencedora) Bride of the World - 2012: Dinamarca: Christina Mikkelsen (Vencedora) - 2014: Suécia: Ida Ovmar Miss Tourism Queen of The World - 2011: Dinamarca: Christina Mikkelsen (Top 12) Miss Model of The World - 2014: Peru: Valeria Piazza Tropic Beauty World - 2015: Peru: Valeria Piazza (5°. Lugar) Swimsuit-USA International - 2015: Peru: Valeria Piazza (5°. Lugar) Miss Europa Continental - 2015: Albânia: Lindita Idrizi (Vencedora) Rainha Mundial da Banana - 2011: Alemanha: Johanna Acs (2°. Lugar) Rainha Internacional do Café - 2012: Alemanha: Johanna Acs Miss Continents - 2016: Suécia: Ida Ovmar (Vencedora) Miss Exclusive of the World - 2014: Suécia: Ida Ovmar (2.ª colocada) · (representando a Lapónia) |

## Controvérsias

### Ameaças do Estado Islâmico e do  Abu Sayyaf
Em 10 de agosto de 2016,com a confirmação do concurso em solo filipino,os integrantes do grupo terrorista Estado Islâmico,ameaçaram a realização de um atentado terrorista durante a realização do concurso no país.O grupo se tornou recentemente ativo no sul do país na ilha de Mindanao que é de maioria muçulmana e também por parte de membros do  Abu Sayyaf que é um grupo que luta pela independência da mesma área.

### Participação da Miss Brasil
Uma ação judicial movida desde 2015, por Camila Dias Mol - que era uma das candidatas ao Miss Sergipe 2015 - e seu namorado, Bruno Azevedo, contra a organização do Miss Brasil chegou ao conhecimento da justiça americana no início de 2017 e segundo a mídia poderia forçar a desistência da candidata brasileira no certame. O advogado de Camila, Carlos Daniel Nunes Masi alega que a ação chegou ao conhecimento da Organização Miss Universo e acredita que as consequências podem interferir diretamente na participação de Raissa Santana no certame.A época,a empresa que detinha os direitos do evento era a Rede Bandeirantes, que foi citada no documento.Mas no mesmo ano,o concurso foi vendido para a Polishop,já que a emissora enfrentava uma severa crise financeira.Atualmente,a emissora é parceira da empresa na transmissão e na divulgação do evento. Nem mesmo a Organização Miss Universo e a Polishop se manifestaram oficialmente sobre o caso.